# Об'єднання графів
Об'єднання графів — операція над графами, в результаті якої отримуємо граф, множини вершин і ребер якого є об'єднаннями відповідно множин вершин і ребер вихідних графів. Іншими словами, в результуючий граф входять всі ребра і вершини, які присутні в вихідних графах.
Операцію об'єднання графів, як і аналогічну операцію для множин, прийнято позначати символом {\displaystyle \cup }:
{\displaystyle \ G=G_{1}\cup G_{2}.}
Таким чином, якщо
{\displaystyle \ G_{1}=\left\{V_{1},E_{1}\right\},G_{2}=\left\{V_{2},E_{2}\right\},}
то
{\displaystyle \ G=\left\{V_{1}\cup V_{2},E_{1}\cup E_{2}\right\},}
де {\displaystyle \ V} — множина вершин, {\displaystyle \ E} — множина ребер графу.